# 拉拉姆普卡拉山
18°53′59″S 68°49′10″W / 18.89972°S 68.81944°W
拉拉姆普卡拉山（Laram Pukara），是玻利維亞的山峰，位於該國西部奧魯羅省，屬於安第斯山脈中玻利維亞西部山脈的一部分，處於基姆薩查塔山東南面和泰皮科柳山東北面，海拔高度約5,200米。